# Innocenzo Leontini
Innocenzo Leontini (ur. 25 maja 1959 w Ispice) – włoski polityk i samorządowiec związany z Sycylią, eurodeputowany VI i VIII kadencji, wieloletni poseł do Sycylijskiego Zgromadzenia Regionalnego.

## Życiorys
Kształcił się w zakresie literatury klasycznej. Zaangażował się w działalność Włoskiej Partii Socjalistycznej. Z jej ramienia był radnym miejskim, asesorem, zastępcą burmistrza, a w latach 1991–1993 burmistrzem miejscowości Ispica.
W 1994 został członkiem Forza Italia. Od 1996 zasiadał w Sycylijskim Zgromadzeniu Regionalnym XII, XIII, XIV i XV kadencji. Od stycznia do listopada 1998 w rządzie regionalnym był asesorem do spraw zdrowia, od sierpnia 2004 do sierpnia 2006 pełnił funkcję asesora do spraw leśnictwa w gabinecie Salvatore Cuffaro.
W 2004 kandydował bez powodzenia do Parlamentu Europejskiego. Mandat europosła objął w czerwcu 2008, zastępując Francesca Musotto. Zrezygnował z niego już po miesiącu, aby pozostać deputowanym regionalnym. Wraz z Forza Italia przystąpił do Ludu Wolności. W 2012 powołany na przewodniczącego frakcji parlamentarnej tej partii w Sycylijskim Zgromadzeniu Regionalnym. W 2018 z ramienia reaktywowanej partii Forza Italia objął wakujący mandat w Europarlamencie VIII kadencji. W 2019 przeszedł do ugrupowania Bracia Włosi.